# Kemit
La Kemit o Kemyt (letteralmente "La somma"), anche noto come Libro della Kemit, è un antico testo egizio. Si tratta di una raccolta di testi sapienziali composta durante il regno del faraone Amenemhat I (XII dinastia). Costituiva uno dei testi fondamentali, insieme alle Massime di Ptahhotep, per l'istruzione degli scribi nel Medio Regno dell'Antico Egitto.

## Descrizione

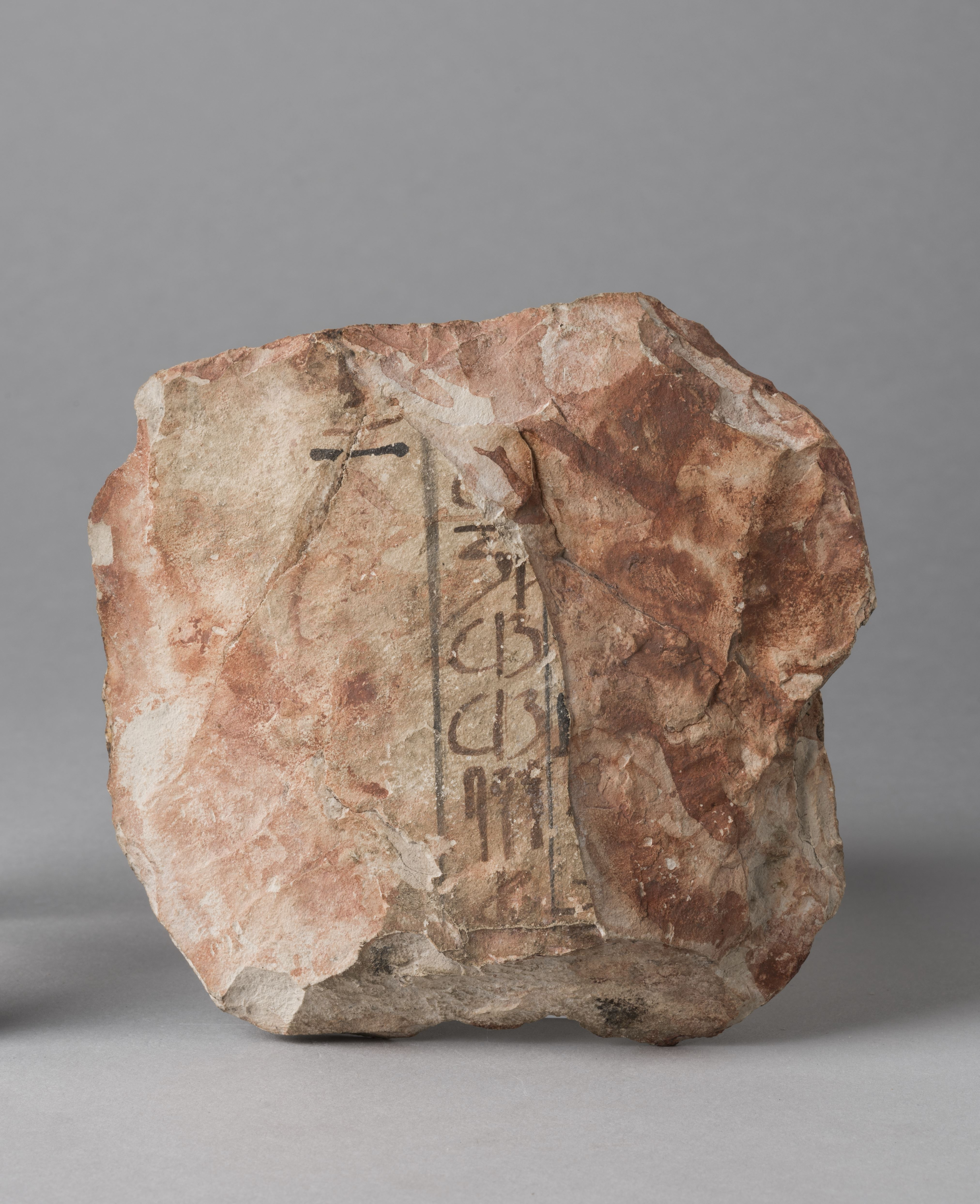
Ostrakon geroglifico con estratti dalla composizione chiamata Kemyt (Museo Egizio, Torino, P 1382)

L'opera, che assume la forma di un libro di testo, aveva lo scopo di propagare l'ideologia reale e contribuire alla formazione dei giovani scribi che aspiravano a prestare servizio a corte.
Si tratta di un sussidiario ricco di formule per scrivere lettere, testi funerari e inni religiosi.